# 三田式3型
三田式3型
三田式3型改1
- 用途：グライダー
- 分類：複座練習機
- 設計者：宮原旭
- 製造者：

  - 霧ヶ峰グライダー製作所
  - 軽飛行機開発
  - 太南工業
- 初飛行：1962年10月
- 生産数：37機(三田式3型改1・1979年1月時点)

三田式3型（みたしき3がた）は1960年代初頭に日本で開発されたタンデム複座練習グライダーである。
1962年10月初飛行。改良型の三田式3型改1は1966年3月に初飛行し、37機が製造された。

## 設計および開発
三田式3型は霧ヶ峰グライダー製作所によって設計、製造され、1962年10月に飛行した。改良型である三田式3型改1は軽飛行機開発によって開発、製造され、1966年3月に初飛行した。1969年9月、軽飛行機開発の新工場が完成し、太南工業との技術提携により量産体制を構築した。後に太南工業に製造移管されたため、太南・三田式3型としても知られる。三田式の名称は、慶応義塾大学OBの資金援助により開発されたことに由来する。
三田式3型は、鋼管木造混成構造であり、機体表面の大部分は合板または羽布張りである。肩翼配置の主翼は、中央翼と左右の外翼で構成されており、中央翼は翼弦長が一定の矩形翼、外翼は前縁後退角が0°の直線テーパー翼となっており、翼幅に亘って前縁が一直線に揃う平面形となっている。また、外翼は運搬のため、中央翼から分離することができ、主翼結合部はアルミ製のフェアリングで覆われていた。主翼の構造は、単桁を持つ合板箱型構造となっている。設計者の宮原旭は、層流翼とすることを狙い、当時一般的であったNACA6系列の翼型を選択した。エルロンと主翼後部は羽布張りとなっている。翼端部はガラス繊維強化樹脂(GFRP)製だった。シェンプ・ヒルト式エアブレーキが中央翼の両端近くに設置され、展開時には主翼の上面、下面両側に展開される構造だった。

胴体は、多角形断面で木製ストリンガーを有する鋼管フレーム構造であり、GFRP製の機首のノーズコーンとキャノピー直後の主翼上面側のフェアリングを除いて、羽布張りだった。機体右側にヒンジを持ち、開閉可能なキャノピーの後方に後部胴体より上側へ飛び出した固定式の後席用キャノピーが備わっていた。後席側の視界は上部のキャノピーと左右の窓によって提供され、これにより後席の教官を前席の訓練生よりも高い位置に座らせることができた。胴体は後方の尾翼に向かって緩やかに細くなり、水平尾翼は胴体上面に取り付けられていた。水平尾翼の構造は主翼と似ており、合板箱型の安定板と、方向舵の動きを阻害しないように切り欠かれた羽布張りの昇降舵で構成されていた。垂直安定板も合板外皮であり、水平尾翼との間にGFRP製のフィレットが設けられていた。方向舵は、後部機体の絞り込みの延長となっており、マスバランサーとGFRP製の翼端を持つ羽布張りとなっていた。降着装置は、ゴム製のショックアブソーバーを備えた固定1輪式の主輪と固定式のテールスキッドだった。

## 運用史
1962年、完成した三田式3型初号機は、製造した霧ケ峰グライダー製作所から日本学生航空連盟に納入された。また、三田式3型改は、日本航空協会の練習用複座機補助事業により度々購入され、全国に配備された。
1979年年頭までに37機の三田式3型改1が製造された。
学生クラブを中心に運用されていたが、日本航空協会からの委託を受け、日本大学により実施された耐空性試験により主翼の強度不足が発覚、1985年に通達された耐空性改善通報により飛行停止となったことで運用から退いた。

## 派生型
三田式3型
霧ヶ峰グライダー製作所により設計、製造されたオリジナルモデル。1962年初飛行。
三田式3型改1
軽飛行機開発による改良型。1966年初飛行。コクピットの大型化と後席を高く配置する改良が含まれた。当初、軽飛行機開発で製造していたが、後に太南工業に移管。
防大型B-5型
本庄季郎教授ら防衛大学校の本庄研究室が設計し、富士重工業で製造された三田式3型の改良型。1965年10月に製作、1966年初飛行。操縦性と安定性を重んじた機体で、3機が生産され、1969年より防大にてグライダー訓練に使用された。

## 現存する機体
| 型名         | 番号   | 機体写真 | 所在地             | 所有者                         | 公開状況 | 状態 | 備考                     |
| ------------ | ------ | -------- | ------------------ | ------------------------------ | -------- | ---- | ------------------------ |
| 三田式3型    | JA2062 |          | 茨城県稲敷郡河内町 | 日本モーターグライダークラブ   | 非公開   | 不明 |                          |
| 三田式3型改1 | JA2080 |          | 岐阜県各務原市     | 岐阜かかみがはら航空宇宙博物館 | 非公開   | 不明 | 元・学習院大学所属       |
| 三田式3型改1 | JA2091 |          | 岐阜県各務原市     | 岐阜かかみがはら航空宇宙博物館 | 非公開   | 不明 | 2016年まで展示           |
| 三田式3型改1 | JA2103 |          | 静岡県牧之原市     | 静岡理工科大学 静岡航空資料館  | 公開     |      | 元・東海大学所属「白鴎」 |
| 三田式3型改1 | JA2147 |          | 北海道滝川市       | たきかわスカイパーク           | 不明     | 保存 | 元・日本航空協会所属     |
| 三田式3型改1 | JA2176 |          | 岐阜県各務原市     | 岐阜かかみがはら航空宇宙博物館 | 非公開   | 不明 |                          |

## 性能・諸元

### 三田式3型
出典: 日本グライダー史
諸元
- 乗員: 2
- 全長: 7.68 m （25 ft 2 in）
- 全高:
- 翼幅: 16.00 m（52 ft 6 in）
- 翼面積: 15.87 m2 （170.8 sq ft）
- 翼型: NACA 633618
- 空虚重量: 280 kg （620 lb）
- 全備重量: 430 kg (950 lb)
- アスペクト比: 16.13

性能
- 翼面荷重: 27.0 kg/m2 （5.5 lb/sq ft）
- 最小沈下率: 0.8 m/s (157.5 ft/min)　(@72 km/h (44.7 mph; 38.9 kn))
- 最良滑空比: 28  (@88 km/h (54.7 mph; 47.5 kn))

### 三田式3型改1
出典: Sailplanes 1965-2000; (全高および性能)  Gliders and Sailplanes of the World
諸元
- 乗員: 2
- 全長: 7.77 m[注 2] （25 ft 6 in）
- 全高: 1.283 m （4 ft 2.5 in）
- 翼幅: 16.00 m（52 ft 6 in）
- 翼面積: 15.87 m2 （170.8 sq ft）
- 翼型: NACA 633618
- 空虚重量: 300 kg （660 lb）
- 全備重量: 450 kg (990 lb)
- アスペクト比: 16.13

性能
- 最大速度: 190 km/h （118 mph） (静穏時)
- 翼面荷重: 28.4 kg/m2 （5.8 lb/sq ft）
- 最小沈下率: 0.7 m/s[注 3](@76 km/h (47.2 mph; 41.0 kn))
- 最良滑空比: 30:1 [注 4](@82 km/h (51.0 mph; 44.3 kn))